# Coxsackie (Nowy Jork)
Coxsackie – miasto w Stanach Zjednoczonych, w stanie Nowy Jork, w hrabstwie Greene.